# BC Card Cup World Baduk Championship
BC Card Cup World Baduk Championship (также World BC Card Cup, англ. Чемпионат мира по го — кубок BC Card) — один из крупных международных турниров го, существовавший с 2009 по 2012 год.
Турнир спонсировался корейской компанией BC Card. Предшественником международного кубка BC Card является одноимённый турнир, проводившийся только для корейских игроков. Турнир проходит каждый год. К участию, помимо ведущих профессионалов, допускаются игроки-любители из разных стран. Участники основного розыгрыша определялись следующим образом:
- 3 игрока из  Южной Кореи
- 2 игрока из  Китая
- 2 игрока из  Японии
- 1 игрок из  Китайского Тайбэя
- 2 игрока — уайлд-кард, объявляются Корейской ассоциацией падук
- 54 игрока по итогам отборочного этапа.

Призовой фонд турнира составляет 300 000 000 вон. Контроль времени на партию составляет 1 час основного времени и 3 периода бёёми по 30 секунд; коми составляет 6,5 очков.
После четырёх розыгрышей турнир прекратил существование.

## Победители и финалисты
| Год  | Победитель | Счёт | Финалист  |
| ---- | ---------- | ---- | --------- |
| 2009 | Гу Ли      | 3-1  | Чо Хансын |
| 2010 | Ли Седол   | 3-0  | Чан Хао   |
| 2011 | Ли Седол   | 3-2  | Гу Ли     |
| 2012 | Пэк Хонсок | 3-1  | Дан Ифэй  |